# Felipresin
Felipresin je ne-kateholaminski vazokonstriktor koji je hemijski srodan sa vazopresinom, hormonom posteriorne hipofize. On se dodaje nekim lokalnim anesteticima poput prilokaina u koncentraciji 0.03 IU/ml. Felipresin je agonist arginin vazopresinskog receptora 1A. Njegovo fiziološko dejstvo se prvenstveno manifestuje na vaskularnom tkivu, što je posledica načina doziranja.
V1 receptori se nalaze na mnogobrojnim lokacijama u telu. Glavne tačke su: CNS, jetra, anteriorna hipofiza, mišići (vaskularni i nevaskularni glatki mišići), i trombociti.

## Spoljašnje veze
|  | Molimo Vas, obratite pažnju na važno upozorenje u vezi sa temama iz oblasti medicine (zdravlja). |